# Olanzapina
L'olanzapina és un antipsicòtic atípic que s'utilitza principalment per tractar l'esquizofrènia i el trastorn bipolar. Per a l'esquizofrènia, es pot utilitzar tant per a la malaltia de nova aparició com per al manteniment a llarg termini. Es pren per via oral o per injecció intramuscular.
Els efectes secundaris comuns inclouen augment de pes, trastorns del moviment, marejos, sensació de cansament, restrenyiment i boca seca. Altres efectes secundaris inclouen pressió arterial baixa en posar-se dret, reaccions al·lèrgiques, síndrome neurolèptica maligna, sucre en la sang elevat, convulsions, ginecomàstia, disfunció erèctil i discinèsia tardana. En persones grans amb demència, el seu ús augmenta el risc de mort. L'ús en la part posterior de l'embaràs pot provocar un trastorn del moviment del nadó durant un temps després del naixement. Encara que no està del tot clar com funciona, bloqueja els receptors de dopamina i serotonina.
L'olanzapina va ser patentada el 1991 i aprovada per a ús mèdic als Estats Units el 1996. Està comercialitzada a Espanya com a EFG, Arenbil, Olazax, Zolafren, Zyprexa.